# 范廷颂
范廷頌樞機（越南语：?，1919年6月15日—2009年2月22日），聖名保祿·若瑟，是越南羅馬天主教樞機。1963年被任為主教；1990年被擢升為天主教河內總教區宗座署理；1994年被擢升為總主教，同年年底被擢升為樞機；2009年2月離世。

## 生平
范廷頌於1919年6月15日在越南寧平省天主教發豔教區出生；童年時接受良好教育後，被一位越南神父帶到河內繼續其學業。范廷頌於1940年在河內大修道院完成神學學業。

### 晉鐸
范廷頌於1949年6月6日在河內的主教座堂晉鐸；及後被派到聖女小德蘭孤兒院服務。1950年代，范廷頌在河內堂區創建移民接待中心以收容到河內避戰的難民。1954年，法越戰爭結束，越南民主共和國建都河內，當時很多天主教神職人員逃至越南的南方，但范廷頌仍然留在河內。翌年管理聖若望小修院；惟在1960年因捍衛修院的自由、自治及拒絕政府在修院設政治課的要求而被捕。

### 擢升宗座署理
1963年4月5日，教宗任命范廷頌為天主教北寧教區主教，同年8月15日就任；其牧銘為「我信天主的愛」。由於范廷頌被越南政府軟禁差不多30年，因此他無法到所屬堂區進行牧靈工作而專注研讀等工作。范廷頌除了面對戰爭、貧困、被當局迫害天主教會等問題外，也秘密恢復修院、創建女修會團體等。1990年，教宗若望保祿二世在同年6月18日擢升范廷頌為天主教河內總教區宗座署理以填補該教區總主教的空缺。

### 擢升樞機

范廷頌牧徽

1994年3月23日，范廷頌被教宗若望保祿二世擢升為天主教河內總教區總主教並兼天主教諒山教區宗座署理；同年11月26日，若望保祿二世擢升范廷頌為樞機。范廷頌在1995年至2001年期間出任天主教越南主教團主席。
2003年4月26日，教宗若望保祿二世任命天主教諒山教區兼天主教高平教區吳光傑主教為天主教河內總教區署理主教；及至2005年2月19日，范廷頌因獲批辭去總主教職務而榮休；吳光傑同日真除天主教河內總教區總主教職務。

### 離世
范廷頌於2009年2月22日清晨在河內離世，享年89歲；其葬禮於同月26日上午在天主教河內總教區總主教座堂舉行。